# Telebasis incolumis
Telebasis incolumis är en trollsländeart som beskrevs av Williamson och Will. 1930. Telebasis incolumis ingår i släktet Telebasis och familjen dammflicksländor. IUCN kategoriserar arten globalt som livskraftig. Inga underarter finns listade i Catalogue of Life.